# Municipal Olympique Mougins Volley-ball 2020-2021
Questa voce raccoglie le informazioni riguardanti il Municipal Olympique Mougins Volley-ball nelle competizioni ufficiali della stagione 2020-2021.

## Organigramma societario
Area direttiva
- Presidente: Frédéric Pastorello

Area tecnica
- Allenatore: Marie Tari

## Rosa
| N° | Nome                | Ruolo | Data di nascita  | Nazionalità sportiva |
| -- | ------------------- | ----- | ---------------- | -------------------- |
| 1  | Ilona Testu         | S     | 15 luglio 2002   | Francia              |
| 3  | Anastasija Salina   | P     | 30 dicembre 1988 | Russia               |
| 6  | Pauline Martin      | S     | 20 ottobre 1995  | Francia              |
| 7  | Tessa Grubbs        | S     | 10 agosto 1998   | Stati Uniti          |
| 8  | Camille Massuel     | C     | 29 febbraio 2000 | Francia              |
| 10 | Zoila La Rosa       | P     | 31 maggio 1990   | Perù                 |
| 11 | Caroline Livingston | S     | 2 aprile 1996    | Canada               |
| 12 | Oni Lattin          | C     | 12 dicembre 1991 | Stati Uniti          |
| 15 | Antonella Fortuna   | S     | 10 maggio 1995   | Italia               |
| 16 | Manon Bernard       | L     | 23 gennaio 1995  | Francia              |
| 18 | Dalila Palma        | O     | 18 novembre 1999 | Cuba                 |
| 19 | Vanessa Bonacossi   | S     | 19 gennaio 1986  | Francia              |